# Osterfeld
Osterfeld is a town in the huyện Burgenland, bang Sachsen-Anhalt, Đức. Đô thị Osterfeld có diện tích 7,07 km², dân số thời điểm ngày 31 tháng 12 năm 2006 là 1340 người. Osterfeld nằm ở đông nam Naumburg. Đô thị này thuộc Verwaltungsgemeinschaft ("đô thị tập thể") Wethautal.